# 托爾德拉河

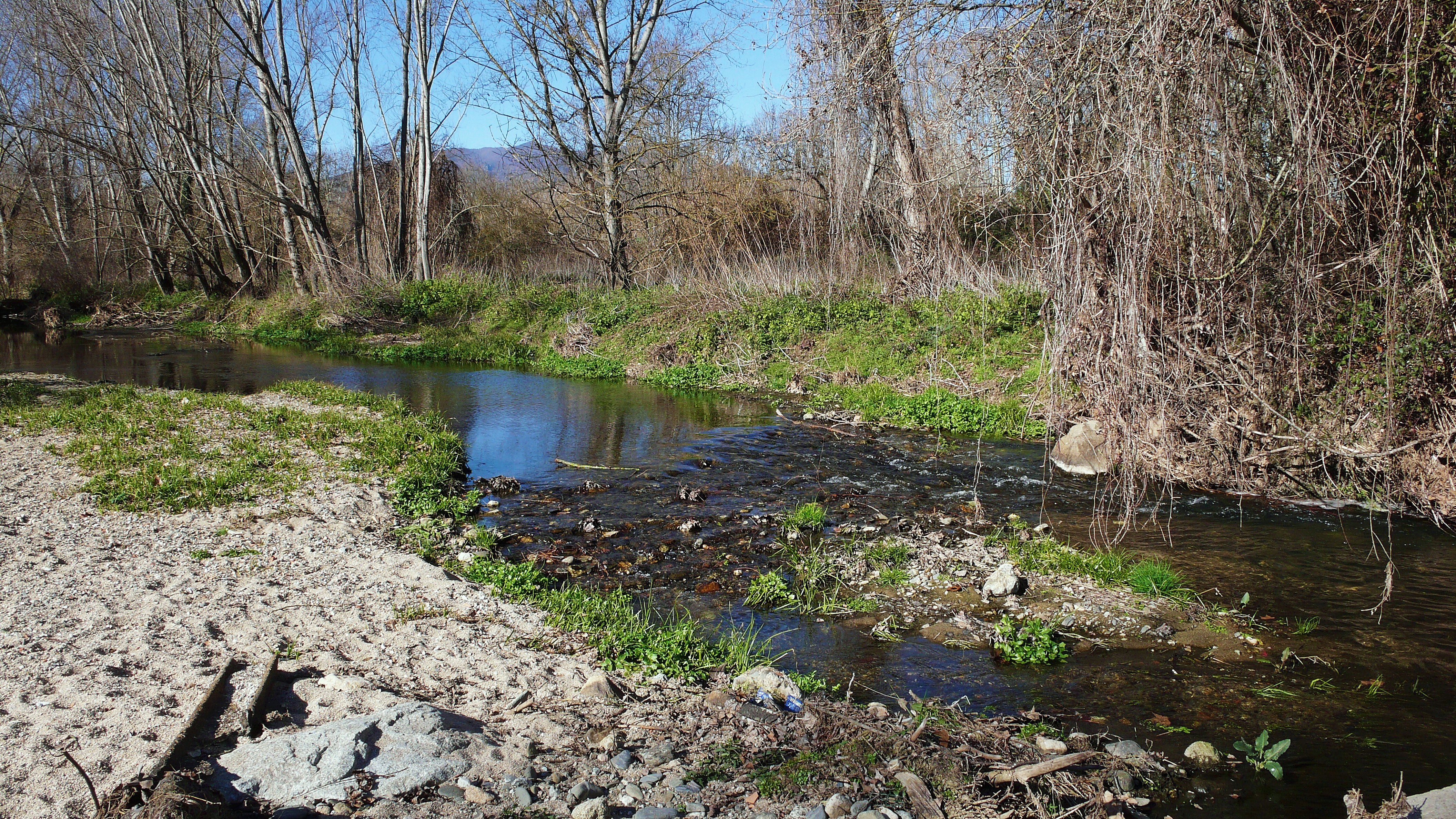
托爾德拉河聖塞洛尼鎮段

托爾德拉河（西班牙語：Río Tordera）是西班牙的河流，位於加泰羅尼亞，河道全長55公里，流域面積894平方公里，最終在馬爾格拉特德馬爾與布拉內斯之間注入地中海，平均流量每秒5.01立方米。

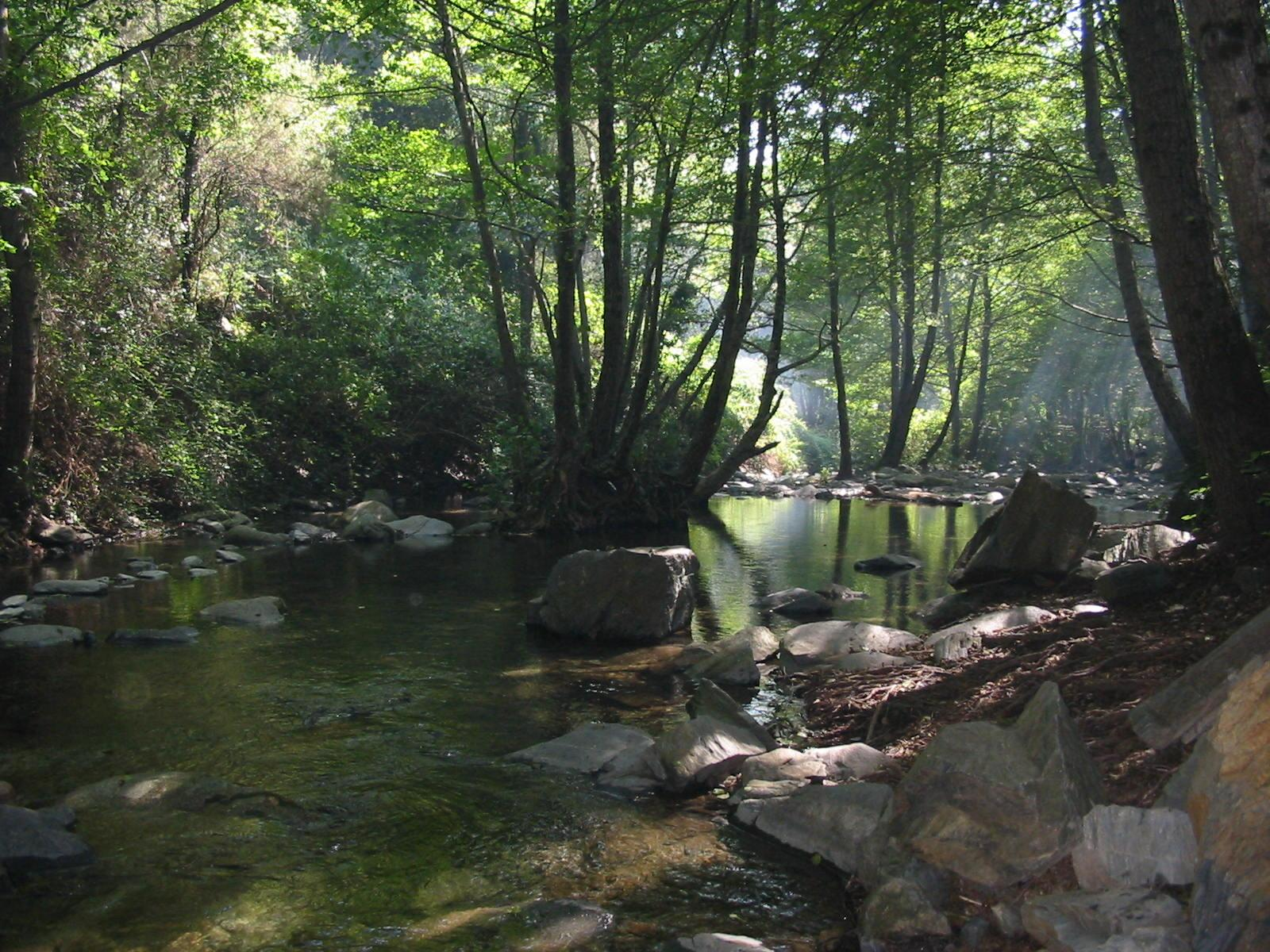
托爾德拉河近源頭
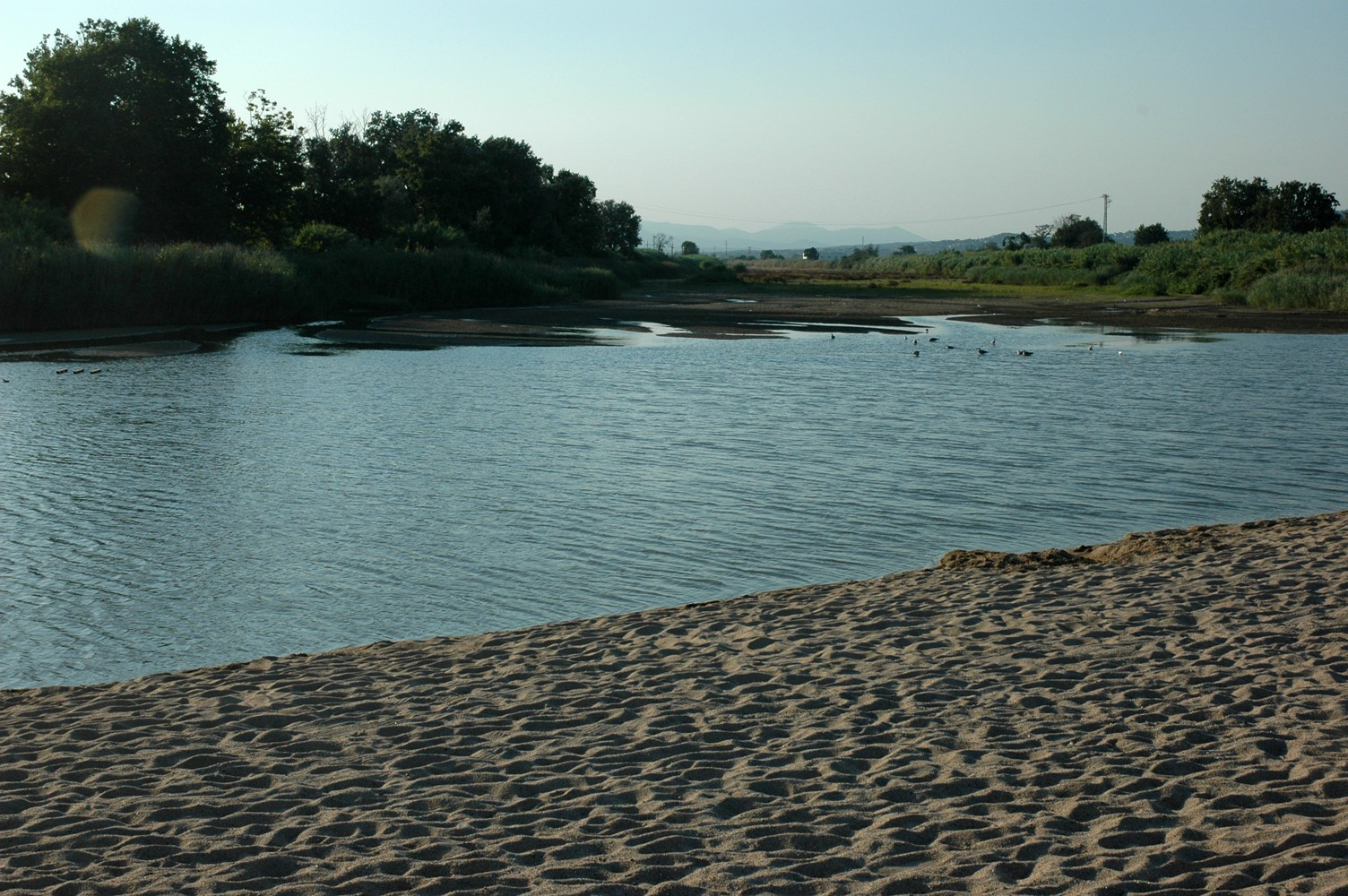
托爾德拉河河口

41°46′40″N 2°24′02″E / 41.77778°N 2.40056°E